# Eduard Klemm
Pour les articles homonymes, voir Klemm (homonymie).
Edouard Klemm (né le 2 septembre 1838 à Greußen et mort le 23 septembre 1926 à Langensalza) est un propriétaire de manoir et député du Reichstag.

## Biographie
Klemm étudie au lycée de Sondershausen et aux universités de Bonn et de Berlin. En 1860, il rejoint le Corps Rhenania Bonn (de). Il devient agriculteur et dirige le manoir de Freienbessingen dans l'arrondissement de Langensalza (de). Il est également chef de bureau, membre du conseil d'arrondissement, du comité d'arrondissement et député d'arrondissement. De 1893 à 1898, il est député du Reichstag pour la 3e circonscription du district d'Erfurt (Muhlouse-en-Thuringe (de), Langensalza (de), Weißensee (de)) pour le Parti du Reich allemand. Entre 1899 et 1913, il est  également député de la Chambre des représentants de Prusse.